# 홍살보닛헤드귀상어

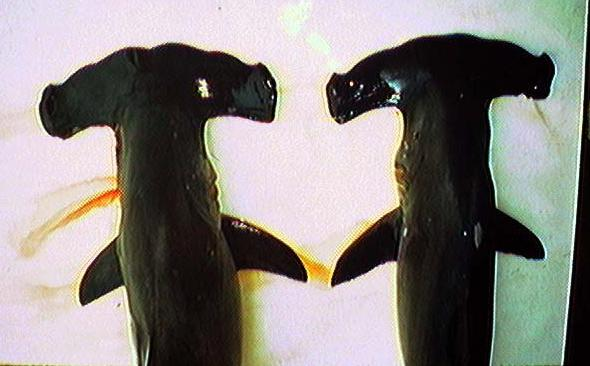

홍살보닛헤드귀상어(학명: Sphyrna corona)는 흉상어목 귀상어과에 속하는 물고기이다. 몸길이는 1.7m로 상어에서는 중소형인 어종에 속한다.

## 특징과 먹이
홍살보닛헤드귀상어는 몸의 옆줄을 기점으로 몸의 등쪽은 붉은색, 보라색, 회색이 섞여 있으며 영어권에서는 스캘로프 보닛헤드 샤크(Scalloped bonnethead Shark)라는 이름으로 불린다. 귀상어과에 속하는 어종들 중에서 작은 종으로 평균적으로 92cm의 길이로 측정하는 어종이다. 세팔로포일이라 불리는 망치의 모양을 가진 머리는 총 길이의 24%~29%로서 적당히 넓으며 길쭉하게 길어진 것이 특징이다. 전면의 마진은 얕은 측면 및 내측 들여쓰기로 광범위한 아치형의 모습으로 사전 홈이 없다. 입은 작고 강한 아치형의 모습을 가지고 있다. 항문지느러미는 길고 거의 직선 후면의 마진을 가진다. 등지느러미는 2개이며 제1등지느러미는 가슴지느러미가 끝나는 바로 윗부분에서 시작하며 제2등지느러미는 항문지느러미가 끝나는 바로 윗부분에서 시작한다. 항문지느러미의 색은 위의 회색과 아래의 흰색을 가지고 있으며 눈에 띄는 지느러미의 표시가 없다. 특징이 대체적으로 유사한 귀상어와는 더 짧은 주둥이와 입이 넓은 특징과 깊은 오목한 항문지느러미의 마진으로 구분할 수가 있다. 양턱에는 각각 14개~16개의 이빨이 존재하며 위턱의 이빨은 톱의 모양을 가지고 아래턱의 이빨은 삼각형의 모양을 가진다. 먹이로는 멸치, 청어, 정어리, 고등어와 같은 물고기들과 오징어와 같은 두족류, 갑각류, 연체동물, 극피동물들을 섭식하는 육식성물고기다.

## 서식지와 산란기와 보호 활동
홍살보닛헤드귀상어의 주요한 서식지는 동부 태평양으로 멕시코에서 페루까지 이어지는 연안에 주로 서식하는 어종이다. 수심 10~100m의 대륙붕으로 구성된 연안에서 자갈과 모래와 진흙이 많은 해저에서 주로 서식하는 표해수대의 어류이며 때로는 맹그로브로 이뤄진 바다의 숲에서도 서식을 하는 종이기도 하다. 홍살보닛헤드귀상어의 산란기는 9월~11월의 가을이며 산란기에 수컷의 수정을 받은 암컷은 약 9~11개월의 임신 기간을 거쳐서 이듬해의 여름에 2~16마리의 유어를 출산한다. 홍살보닛헤드귀상어는 국제 자연 보전 연맹(IUCN)에서 정한 위급 단계의 종으로 국제적으로 개체수의 보호를 받는 어종이다.

## 같이 보기
- 흉상어목
- 귀상어과